# 오래된 정원 (영화)
《오래된 정원》은 2007년에 개봉한 대한민국의 영화 작품이다. 황석영의 동명 소설을 원작으로 임상수가 각본과 연출을 함께 맡았다.

## 줄거리
주인공 오현우는 1980년대 민주화 운동가로 감옥에서 17년을 보내고 머리가 하얗게 세어 출옥한다. 오랜 세월이 지나는 사이 많이 변해버린 가족과 친구들은 물론 서울 풍경이나 핸드폰과 같은 물건까지 매우 낯설다. 그의 지갑 속에는 붙잡히기 전 6개월 동안 갈뫼에서 수배를 피해 숨어지낼때 함께 있었던 미술 교사 한윤희의 사진이 들어 있지만, 며칠 후 어머니로부터 윤희가 이미 죽었다는 말을 듣게 되는데...

## 캐스팅
- 지진희 : 오현우 역
- 염정아 : 한윤희 역
- 김유리 : 최미경 역
- 윤희석 : 주영작 역
- 이은성 : 오은결 역
- 윤여정 : 현우 어머니 역
- 반효정 : 윤희 어머니 역
- 박혜숙 : 순천댁 역
- 조상건 : 교도소 주임 역
- 이승훈 : 남수 역
- 김상호 : 건 역
- 이재구 : 최 신부 역
- 명로진 : 현우 동생 역
- 박형선 : 현우 동생 처 역
- 권병길 : 교도소 보안과장 역
- 정진각 : 교도소 면회담당 역
- 김응수 : 응수 역
- 김병옥 : 병옥 역
- 박현영 : 현영 역
- 신동력 : 동력 역

## 수상 기록
- 부산영평상 감독상 - 임상수[1]
- 백상예술대상 최우수 여자배우상 - 염정아[2]

## 뒷이야기
- 오현우를 중심으로 이야기가 전개되는 원작 소설에 비해 영화에서는 한윤희의 역할이 강조되어 있다.
- 이 영화의 등장인물 중 한 명인 대학생 주영작은 임상수 감독의 전작인 《바람난 가족》의 주인공 영작과 이름이 같으며 그의 과거 모습을 암시한다.

## 참고 자료
- 이영진 (2007년 1월 3일). “서정시가 불가능한 시대의 연가, <오래된 정원>”. 씨네21. 2008년 1월 25일에 확인함.[깨진 링크(과거 내용 찾기)]
- 정한석 (2006년 12월 20일). “임상수, 뜨거운 영화를 만들다- <오래된 정원> 첫 공개”. 씨네21. 2016년 3월 4일에 원본 문서에서 보존된 문서. 2008년 1월 25일에 확인함.
- 김은형 기자 (정리) (2005년 7월 10일). “황석영 소설 ‘오래된 정원’ 임상수 감독 영화화”. 한겨레. 2007년 11월 14일에 원본 문서에서 보존된 문서. 2008년 1월 25일에 확인함.